# August Kann
August Kann (* 19. Februar 1871 in Wien; † 11. September 1937 ebenda) war ein österreichischer Elektroingenieur.

## Leben
August Kann, Sohn des Ministerialrates im Eisenbahnministerium August Kann, studierte an der Technischen Hochschule, heutige Technische Universität Wien, Ingenieurwissenschaften. 1891 schloss er sich der akademischen Verbindung Symposion, dem späteren Corps Symposion, an. Nach dem Studium blieb er 1895/96 als Assistent für allgemeine und technische Physik an der Technischen Universität Wien. 1896 wechselte er in die Industrie zur Firma Siemens & Halske mit Tätigkeiten unter anderem im Prüffeld und im Projektbüro. 1911 wurde ihm Prokura erteilt. Als Vorstand des Exportbüros war er für Stark- und Schwachstromanlagen auf dem Balkan und in Ägypten zuständig. Zwischen 1903 und 1906 befasste er sich neben seiner Industrietätigkeit am Elektrotechnischen Institut der Technischen Hochschule Wien als Demonstrator. 1905 wurde er dort zum Dr. techn. promoviert. 1924 wurde er zum ordentlichen o. Professor für Elektrotechnik an die Technische Hochschule Wien berufen. Im akademischen Jahr 1934/35 war er Rektor der Hochschule. Von 1933 bis 1934 war er Präsident des Elektrotechnischen Vereins Österreichs, heute Österreichischer Verband für Elektrotechnik, und Vizepräsident des Österreichischen Ingenieur- und Architektenvereins.